# Greifenberg (Bannwald)
Das Gebiet Greifenberg ist ein mit Verordnung vom 20. August 1999 durch die Körperschaftsforstdirektion Karlsruhe ausgewiesener Bannwald (Schutzgebiet-Nummer 100511) bei Marxzell im Landkreis Karlsruhe in Baden-Württemberg.

## Lage
Das Schutzgebiet befindet sich nordöstlich von Eichelberg auf der Kuppe und am Südhang des Greifenbergs.
Es liegt im Staatswald Bruchsal und umfasst die Abteilung 14 des Distriktes III „Großer Wald“.
Der Bannwald ist deckungsgleich mit dem Naturschutzgebiet Greifenberg. Der Bannwald ist Teil des FFH-Gebiets Nördlicher Kraichgau.

## Vegetation
Im Bannwald kommen laut Waldbiotopkartierung die folgenden Arten vor:
Feldahorn, Spitzahorn, Knoblauchsrauke, Buschwindröschen, Gewöhnlicher Glatthafer, Wald-Zwenke, Pfirsichblättrige Glockenblume, Nesselblättrige Glockenblume,
Blaugrüne Segge, Wald-Segge, Gemeine Hainbuche, Großes Hexenkraut, Maiglöckchen, Eingriffeliger Weißdorn, Besenginster, Gewöhnliches Knäuelgras,
Wald-Knäuelgras, Rasen-Schmiele, Breitblättrige Stendelwurz, Zypressen-Wolfsmilch, Rotbuche, Verschiedenblättriger Schwingel, Gemeine Esche,
Waldmeister, Wald-Labkraut, Gemeiner Efeu, Wald-Habichtskraut, Kleines Springkraut, Gewöhnlicher Liguster, Weißliche Hainsimse, Wald-Flattergras,
Hain-Rispengras, Mittlerer Tüpfelfarn, Gewöhnlicher Tüpfelfarn, Echte Schlüsselblume, Schlehdorn, Traubeneiche, Gold-Hahnenfuß, Feld-Rose, Hundsrose,
Nickendes Leimkraut, Speierling, Elsbeere, Salbei-Gamander, Echter Ehrenpreis, Wald-Wicke, Weiße Schwalbenwurz, Raues Veilchen, Zunderschwamm,
Rosablättriger Helmling, Rehbrauner Dachpilz, Zwergfledermaus, Waldbaumläufer, Buntspecht, Mittelspecht, Kleinspecht, Star, Weiß-Tanne,
Berg-Ahorn, Aronstab, Wiesen-Schaumkraut, Winkel-Segge, Zweigriffeliger Weißdorn, Gewöhnlicher Dornfarn, Echter Wurmfarn, Scharbockskraut, Ruprechtskraut,
Vogelkirsche, Wald-Ziest, Angebrannter Rauchporling, Austern-Seitling, Striegeliger Schichtpilz, Grasfrosch, Gewöhnliche Goldnessel,
Gemeiner Rainkohl, Mauerlattich, Gemeine Fichte, Stieleiche, Brombeeren, Rote Borstenhirse, Große Brennnessel, Dicranum viride, Zaunkönig.

## Schutzzweck
Der Schutzzweck des Bannwalds ist gemäß Schutzgebietsverordnung
- Die unbeeinflusste Entwicklung eines Buchen-Fichten-Waldökosystems an den zur Alb hin abfallenden Steilhanglagen mit seinen   Tier- und Pflanzenarten zu sichern sowie die wissenschaftliche Beobachtung der Entwicklung zu gewährleisten.
- Dies beinhaltet den Schutz der Lebensräume und -gemeinschaften, die sich im Gebiet befinden und sich im Verlauf der eigendynamischen Entwicklung des Waldbestandes ändern oder entstehen.

## Betreuung
Wissenschaftlich betreut wird der Bannwald durch die Forstliche Versuchs- und Forschungsanstalt Baden-Württemberg (BVA).